# Love to Hate You
«Love to Hate You» es el decimosexto sencillo publicado del grupo inglés de música electrónica Erasure, lanzado en 1991

## Descripción
Love To Hate You fue el segundo sencillo adelanto del álbum Chorus. Este sencillo llegó al puesto 4 en el ranking británico y el número 19 en Alemania. Esta canción simula ser cantada con público pero es en estudio. El riff de sintetizador es un homenaje a I Will Survive de Gloria Gaynor.

Love To Hate You también tuvo dos versiones en español: Amor y odio y Amo odiarte, sólo con el estribillo diferente, y dos versiones en italiano: Amo odiarti editadas sólo con fines promocionales.

## Lista de temas
| CD Sencillo (CDMUTE131) / (INT 826.967) 1. «Love To Hate You» 3:57 2. «Love To Hate You» (12″ Mix) 5:51 3. «Vitamin C» 3:32 4. «La La La» 4:10 CD Sencillo (Sire 40218-2) 1. «Love To Hate You» (Álbum Versión) 3:57 2. «Love To Hate You» (Bruce Forest Mix) 7:36 3. «Vitamin C» (12″ Mix) 5:09 4. «Love To Hate You» (12″ Mix) 5:51 5. «Vitamin C» 3:32 6. «La La La» 4:10 12″ Vinilo (12MUTE131) / (INT 126.967) 1. «Love To Hate You» (12″ Mix) 5:51 2. «Vitamin C» (12″ Mix) 5:09 3. «La La La» 4:10 | 12″ Vinilo (Sire 40218-0) 1. «Love To Hate You» (Bruce Forest Mix) 7:36 2. «Vitamin C» (12″ Mix) 5:09 3. «Love To Hate You» (12″ Mix) 5:51 4. «Vitamin C» 3:32 5. «La La La» 4:10 7″ Vinilo (MUTE131) / (INT 111.893) 1. «Love To Hate You» 3:57 2. «Vitamin C» 3:32 Casete (CMUTE131) / (INT 411.893) 1. «Love To Hate You» 3:57 2. «Vitamin C» 3:32 Casete Sencillo (Sire 40218-2) 1. «Love To Hate You» (Bruce Forest Mix) 7:36 2. «Vitamin C» (12″ Mix) 5:09 3. «Love To Hate You» (12″ Mix) 5:51 4. «Vitamin C» 3:32 5. «La La La» 4:10 |

## Créditos
- Andy Bell: voces
- Vince Clarke: sintetizadores y computadora

## Datos adicionales
Love to Hate You tiene un comienzo que simula un público en vivo y un riff al final del estribillo que recuerda a I Will Survive.

Una versión temprana, con un estilo de la música de la década de 1930 de Love to Hate You -antes de integrar el álbum Chorus- fue rechazada cuando se la ofreció para integrar la banda de sonido de la película Dick Tracy. En su lugar quedó el tema Looking Glass Sea, que sólo figura en esa banda de sonido.

## Amor y odio -versión en español de Love to Hate You-
"Amor y odio" es un disco sencillo promocional publicado del grupo inglés de música electrónica Erasure, lanzado en 1991.

## Descripción
Amor y odio es una versión en español de Love to Hate You, tema perteneciente al álbum Chorus, que fue editada solo en España como sencillo promocional pero apareció en varios discos recopilatorios en Latinoamérica.

También se grabó otra versión en español de Love to Hate You llamada Amo odiarte con letra diferente pero que solo apareció en compilados aislados.

## Lista de temas
| Amor y odio 7" (MUTE131) |                                                     |              |          |  |
| N.º                      | Título                                              | Escritor(es) | Duración |  |
| 1.                       | «Amor y odio» (Love to Hate You versión en español) | Clarke/Bell  | 3:58     |  |
| 2.                       | «Vitamin C»                                         | Clarke/Bell  | 3:32     |  |

## Créditos
Ambos temas fueron escritos por Clarke-Bell.

Amor y odio, la versión en español de Love to Hate You, fue traducida por J.C. Escalonada y M.J. Gonzalez.

## Amo odiarti -versión en italiano de Love to Hate You-
"Amo odiarti" es un disco sencillo promocional publicado del grupo inglés de música electrónica Erasure, lanzado en 1991.

## Descripción
Amo odiarti es una versión en italiano de Love to Hate You, tema perteneciente al álbum Chorus, que fue editada solo en Italia como sencillo promocional.

## Lista de temas
| Amo odiarti 7" (MUTE131) |                                                      |              |          |  |
| N.º                      | Título                                               | Escritor(es) | Duración |  |
| 1.                       | «Amo odiarti» (Love to Hate You versión en italiano) | Clarke/Bell  | 3:58     |  |
| 2.                       | «Love to Hate You»                                   | Clarke/Bell  | 3:58     |  |